# Michaił Wietoszkin
Michaił Kuźmicz Wietoszkin (ros. Михаи́л Кузьми́ч Вето́шкин, ur. 5 listopada?/17 listopada 1884 we wsi Usolje w guberni irkuckiej, zm. 2 lutego 1958 w Moskwie) – rosyjski rewolucjonista, bolszewik, radziecki działacz państwowy i partyjny.

## Życiorys
W 1904 wstąpił do SDPRR, 1912-1917 studiował na Wydziale Prawnym Uniwersytetu Petersburskiego, w kwietniu 1917 został członkiem Rady Wołogodzkiej, potem Rady Wielkoustiużskiej, a w grudniu 1917 członkiem Wołogodzkiego Gubernialnego Komitetu SDPRR(b). Od marca 1918 do 18 stycznia 1920 był przewodniczącym Komitetu Wykonawczego Wołogodzkiej Rady Obwodowej, jednocześnie od 10 września 1918 do 13 lutego 1919 członkiem Rady Wojskowo-Rewolucyjnej 6 Armii Frontu Północnego, od listopada 1918 do stycznia 1920 przewodniczącym wołogodzkiego gubernialnego komitetu RKP(b) i od 13 lutego 1919 do 16 stycznia 1920 członkiem Rady Wojskowo-Rewolucyjnej 6 Armii Samodzielnej. Od lutego do czerwca 1920 był członkiem Krymskiego Komitetu Rewolucyjnego i Krymskiego Komitetu Obwodowego RKP(b), od lipcia do października 1920 przewodniczącym kijowskiego gubernialnego komitetu rewolucyjnego, a od 1920 członkiem Kolegium Ludowego Komisariatu Inspekcji Robotniczo-Chłopskiej RFSRR i członkiem Małej Rady Komisarzy Ludowych RFSRR. W styczniu 1922 został ludowym komisarzem sprawiedliwości Ukraińskiej SRR, 1922-1923 był ludowym komisarzem inspekcji robotniczo-chłopskiej Ukraińskiej SRR, a od 10 kwietnia 1923 do 12 maja 1924 członkiem Centralnej Komisji Kontrolnej KP(b)U. Od października 1923 do grudnia 1924 był przewodniczącym Zarządu Wszechukraińskiego Związku Spożywczych Organizacji Spółdzielczych, od 1925 sekretarzem odpowiedzialnym Komisji Budżetowej Centralnego Komitetu Wykonawczego (CIK) ZSRR, od 1934 pracował jako wykładowca Moskiewskiego Uniwersytetu Państwowego, otrzymał tytuł profesora. 30 grudnia 1954 został odznaczony Orderem Lenina.